# Касарин, Орасио
Ора́сио Касари́н Гарсила́со (исп. Horacio Casarín Garcilazo; 25 мая 1918, Мехико — 10 апреля 2005, Мехико) — мексиканский нападающий. Один из лучших игроков мексиканского футбола. По опросу МФФИИС он занимает 4-е место среди лучших футболистов XX века в Центральной и Северной Америке.

## Биография
Орасио родился 25 мая 1918 года в семье из среднего класса Мехико, отца Хоакина Видаля Касарина и матери Карлота Гарсиласо де Касарин и 3-х братьев, Ауроры, Карлоса и Альфредо.
Он начал выступать в детской команде «Некаксы», где его первыми тренерами были Хоакин Паласиос и Зигфрил Рот, венгр, тренировавший «Марсе» и сделавший команду чемпионом в сезоне 1928—1929. Рот первый сказал ему, что у него сильный и точный удар и поставив Касарина в защиту, нападающием же он стал много позже.
9 февраля 1936 в возрасте 17 лет Касарин дебютирует во взрослой команде. Как защитник он стал составной частью команды «Одиннадцати братьев» (прозвище «Некаксы» в те годы). Уже в 1937 году его зовут в сборную Мексики, которой руководит Рафаэль Гарса Гутьеррес, по прозвищу «Рекорд», душа и сердце той сборной. «Рекорд» сформировал две сборные, первая должна была участвовать на чемпионате мира 1938 (Южноамериканские команды не поехали на этот турнир, в знак протеста, очерёдности проведения, когда вместо Аргентины выбрали Францию), а вторая в Центрально-Американских играх. Касарин играл во второй, где впервые «Рекорд» поставил его центрофорвардом. Его первая игра в сборной пришлась на матч с командой Соединённых Штатов 12 сентября 1937 года: начало вышло плохим, на 10-й минуте США повели 1:0, а на 13-й на поле вышел Касарин, и Мексика заиграл в прекрасный футбол и выиграла 7:2, а Касарин забил.
Однако Касарин не смог продолжить участие в играх из-за травмы, которая привела к 2 годам без футбола. Травма случилась в конце того же 1938 года, на матче «Некакса» — «Астуриас», Касарин забивает первый гол, защитники «Астуриаса» буквально пресладовали Касарина, бив его по ногам как только можно и уже на 20-й минуте голеадор был вынужден покинуть поле. Игра закончилась со счётом 2:2. Негодование зрителей было таким громогласным, что фаны подожгли деревянные трибуны стадиона, удивив и арбитра и футболистов и даже комментатора того матча, Фернандо Маркоса.
К 1942 году у Касарина не было команды, но были предложения от клубов «Америка» и «Атланте». Генерал Хосе Мануэль Нуньес, иерарх «Атланте», поговорил с Касарином, предложив ему зарплату в 600 песо, Касарин попросил генерала гарантий и генерал дал ему их (он был владельцем банка) взяв на место «работника банка» (это было до профессионального статуса мексиканского футбола и игроки выкручивались, якобы работая на других работах). 28 июня 1942 года он дебютирует в майке «Атланты» в матче с клубом «Америка» на стадионе, принадлежищем «Некаксе», «Атланте» выиграла 5:3, а Орасио забил два мяча. Вообще в «Атланте» Орасио выиграл два чемпионата Мексики (один любительский, другой профессиональный), забив за клуб всего 94 мяча, став лучшим снайпером в истории клуба, рекорд который превзошёл впоследствии лишь Эванивальдо Кастро «Кабиньо». Кроме того у него действующий рекорд клуба по количеству игр (3 игры), в которых он забивал 4 или более голов, а в одном матче, он даже забил 5 мячей. Так же Касарин дебютирует в футбольном видео «Сыновья дона Виначио», пользовавшемся в Мексике успехом. В 1947 году он уезжает в Испанию, попробовать себя в «Барселоне», но неудачно и возвращается в «Атланте».
На чемпионате мира Касарин дебютировал в 1950-м году, но Мексика проиграла на групповом этапе все три встречи с общим счётом 2:10, Касарин забил один из этих мячей в матче со Швейцарией. После ЧМ, Касарин переходит в «Некаксу», которая дебютирует в профессиональном футболе, Касарин становится в первый и последний раз лучшим бомбардиром чемпионата, забив 17 голов в 21 матче. Позже он играет за «Сапатек», «Америку» и «Монтеррей», в котором оканчивает профессиональную карьеру в прощальном матче 18 ноября 1956 года, в которой Касарин, конечно, отличился.
В общей сложности Касарин забил 236 голов за годы своих игр в профессиональной и любительской лигах.
Как тренер, самое большое достижение Касарина — финал первого молодёжного чемпионата мира, где сборная Мексики уступила сборной СССР в серии пенальти со счётом 9:8. Так же тренировал Касарин клубы «Атланте» и «УАГ Текос».
Орасио Касарин Гарсиласо умер 10 апреля 2005 года, спустя несколько месяцев после смерти его жены Марии Элены Кинг. Причиной смерти стали осложнения от болезни Альцгеймера, которой Касарин болел в старости.

## Достижения

### Как игрок

#### Командные
- Чемпион Мексики: 1937, 1938, 1947
- Обладатель Кубка Мексики: 1936, 1942, 1943
- Чемпион спортивных игр КОНКАКАФ: 1938

#### Личные
- Лучший бомбардир чемпионата Мексики: 1951
- Лучший футболист Мексики: 1938, 1941, 1946